# Adelaide di Fiandra
Adelaide di Fiandra (1064 circa – aprile 1115) fu regina consorte di Danimarca.

## La vita
Adelaide di Fiandra, detta anche Ailanda nacque attorno al 1064 da Roberto I di Fiandra e Gertrude Billung. Nel 1080 sposò Canuto IV di Danimarca con cui ebbe:
- Carlo I di Fiandra
- Cæcilia Knustdatter (fra il 1081 e il 1085-dopo il 7 gennaio 1131)
- Ingegerd Knutsdatter (fra il 1081 e il 1085-?).

Canuto venne assassinato nel 1086 ed ella tornò in patria con il figlio mentre le due femmine partirono con lo zio Eric I di Danimarca.
Adelaide restò alla corte del fratello Roberto II di Fiandra fino al 1092 quando andò in moglie a Ruggero Borsa, Duca di Puglia.
Con lui ebbe:
- Ludovico di Puglia (morto bambino nel 1094)
- Guglielmo II di Puglia
- Guiscardo di Puglia (morto giovane nel 1108)[2].

Alla morte del marito Adelaide governò come reggente per il figlio dal 1111 al 1114 per poi morire un anno dopo nel mese di aprile del 1115.

## Ascendenza
|                         |                        |                       | Genitori                                    |  |  | Nonni |  |  | Bisnonni                |  |  | Trisnonni             |  |
|                         |                        |                       |                                             |  |  |       |  |  | Baldovino IV di Fiandra |  |  | Arnolfo II di Fiandra |  |
|                         |                        |                       |                                             |  |  |       |  |  | Baldovino IV di Fiandra |  |  | Arnolfo II di Fiandra |  |
|                         |                        | Rozala d'Ivrea        |                                             |  |  |       |  |  | Baldovino IV di Fiandra |  |  |                       |  |
| Baldovino V di Fiandra  |                        |                       |                                             |  |  |       |  |  | Baldovino IV di Fiandra |  |  |                       |  |
|                         |                        | Ogiva di Lussemburgo  | Federico di Lussemburgo                     |  |  |       |  |  |                         |  |  |                       |  |
|                         |                        | Ogiva di Lussemburgo  | Federico di Lussemburgo                     |  |  |       |  |  |                         |  |  |                       |  |
|                         |                        | Ogiva di Lussemburgo  | per alcuni Ermentrude, contessa di Gleiberg |  |  |       |  |  |                         |  |  |                       |  |
| Roberto I di Fiandra    |                        | Ogiva di Lussemburgo  |                                             |  |  |       |  |  |                         |  |  |                       |  |
|                         |                        | Roberto II di Francia | Ugo Capeto                                  |  |  |       |  |  |                         |  |  |                       |  |
|                         |                        | Roberto II di Francia | Ugo Capeto                                  |  |  |       |  |  |                         |  |  |                       |  |
|                         |                        | Roberto II di Francia | Adelaide d'Aquitania                        |  |  |       |  |  |                         |  |  |                       |  |
| Adèle di Francia        |                        | Roberto II di Francia |                                             |  |  |       |  |  |                         |  |  |                       |  |
|                         |                        | Costanza d'Arles      | Guglielmo I di Provenza                     |  |  |       |  |  |                         |  |  |                       |  |
|                         |                        | Costanza d'Arles      | Guglielmo I di Provenza                     |  |  |       |  |  |                         |  |  |                       |  |
|                         |                        | Costanza d'Arles      | Adelaide d'Angiò                            |  |  |       |  |  |                         |  |  |                       |  |
| Adelaide di Fiandra     |                        | Costanza d'Arles      |                                             |  |  |       |  |  |                         |  |  |                       |  |
|                         | Bernardo I di Sassonia | Hermann Billung       |                                             |  |  |       |  |  |                         |  |  |                       |  |
|                         | Bernardo I di Sassonia | Hermann Billung       |                                             |  |  |       |  |  |                         |  |  |                       |  |
|                         | Bernardo I di Sassonia | Oda                   |                                             |  |  |       |  |  |                         |  |  |                       |  |
| Bernardo II di Sassonia | Bernardo I di Sassonia |                       |                                             |  |  |       |  |  |                         |  |  |                       |  |
|                         |                        | Hildegard di Stade    | Enrico I di Stade                           |  |  |       |  |  |                         |  |  |                       |  |
|                         |                        | Hildegard di Stade    | Enrico I di Stade                           |  |  |       |  |  |                         |  |  |                       |  |
|                         |                        | Hildegard di Stade    | Hildegard di Reinhausen                     |  |  |       |  |  |                         |  |  |                       |  |
| Gertrude Billung        |                        | Hildegard di Stade    |                                             |  |  |       |  |  |                         |  |  |                       |  |
|                         |                        | Enrico di Schweinfurt | Bertoldo di Schweinfurt                     |  |  |       |  |  |                         |  |  |                       |  |
|                         |                        | Enrico di Schweinfurt | Bertoldo di Schweinfurt                     |  |  |       |  |  |                         |  |  |                       |  |
|                         |                        | Enrico di Schweinfurt | Eilika di Walbeck                           |  |  |       |  |  |                         |  |  |                       |  |
| Eilika di Schweinfurt   |                        | Enrico di Schweinfurt |                                             |  |  |       |  |  |                         |  |  |                       |  |
|                         |                        | Gerberga di Gleiberg  | Eriberto di Wetterau                        |  |  |       |  |  |                         |  |  |                       |  |
|                         |                        | Gerberga di Gleiberg  | Eriberto di Wetterau                        |  |  |       |  |  |                         |  |  |                       |  |
|                         |                        | Gerberga di Gleiberg  | Irmtrud di Avalgau                          |  |  |       |  |  |                         |  |  |                       |  |
|                         |                        | Gerberga di Gleiberg  |                                             |  |  |       |  |  |                         |  |  |                       |  |